# Асаї Рьої
Асаї Рьої (яп. 浅井 了意, Asai Ryōi, бл. 1612 — 29 січня 1691) — японський буддійський священик, поет і письменник, перекладач. Найвизначніший представник японської народної новели епохи пізнього феодалізму — періоду Едо.

## Життєпис
Один з багатьох самураїв, які змінили роботу в мирний час. Був освіченою людиною, став ченцем, жив у храмі Хонсьо-дзі в Кіото. Свого часу був керівником храму. Добре знав китайську літературу. Займався перекладами оповідань і романів з китайської на японську мову.
Крім віршів на буддійські теми писав прозу, призначену для широкої аудиторії. Вважається попередником сучасного японського роману, одним з найкращих письменників у жанрі канадзоші. Канадзоші — це форма популярної літератури, в якій мало або зовсім не використовувалось кандзі, тому доступна багатьом. Хоча він охоплював багато жанрів, загальною темою у творах канадзоші був опис сучасного міського життя. Зокрема, роботи Асаї Рьої повернули традиційне буддійське вчення до висловлення міських ідеалів. У своїх творах критикував соціальну несправедливість.
Автор гумористичних і пригодницьких романів, книг про привидів. Найбільш відомі роботи письменника: Ukiyo monogatari («Розповіді про світ, що проходить», близько 1661), Kanninki («Записки про наполегливість», 1655), Kōkō monogatari («Казка про плавучий світ», пригодницький роман, 1666), Otogibōko («Збірка оповідань», 1666), Inu hariko («Паперова собака», 1692), Honchō onna-kagami («Дзеркало жінок Японії»).
Особливо популярна збірка його фантастичних новел — Otogibōko, що викликала багато наслідувань.

## Ukiyo Monogatari
«Казки про плавучий світ» (浮世物語, Ukiyo Monogatari, 1666) вважається першою роботою, в якій виявилася різниця між буддійським укійо та укійо періоду Едо. За концепцією укійо життя є тимчасовим і ніщо мирське не триває вічно. У той час як попереднє буддистське вчення робило висновок, що треба вкладати свою енергію у тривалі духовні практики, що будуть корисними в наступному житті, міські ідеали періоду Едо були більш епікурейськими і заохочували насолоджуватися задоволеннями життя так, ніби кожен день — останній.
Герой твору Укійобо — буддійський священик, який навчається з життя розпусти, азартних ігор та загальної насолоди, щоб пізніше отримати просвітлення під керівництвом проповідників. Серйозність самураїв сатиризована, а жвавість містянина схвалюється.